# Троїцька селищна територіальна громада
Троїцька селищна об'єднана територіальна громада — об'єднана територіальна громада в Україні, у Сватівському районі Луганської області. Адміністративний центр — селище Троїцьке.
Площа громади — 951,55 км², населення — 14 427 мешканців (2018).
Утворена 30 січня 2017 року шляхом об'єднання Троїцької селищної ради та Арапівської, Багачанської, Воєводської, Демино-Олександрівської, Лантратівської, Новознам'янської, Новоолександрівської, Розпасіївської, Розсипненської, Тополівської, Яменської сільських рад Троїцького району.

## Населені пункти
До складу громади входять 1 селище (Троїцьке) та 45 сіл: 
- Арапівка
- Бабичеве
- Багачка
- Бараничеве
- Богородицьке
- Високе
- Воєводське
- Глотівка
- Давидівка
- Демино-Олександрівка
- Джерельне
- Загір'я
- Зайцеве
- Іллінка
- Караїчне
- Кашкарне
- Клинуватка
- Козарик
- Коченове
- Кошелівка
- Красногригорівка
- Кринички
- Лантратівка
- Лемзяківка
- Максимівка
- Малоолександрівка
- Маслівка
- Михайлівка
- Новознам'янка
- Новоолександрівка
- Озеро
- Покровське
- Полтавське
- Розпасіївка
- Розсипне
- Сиротине
- Солонці
- Старовірове
- Судьбинка
- Тимонове
- Тополі
- Федосіївка
- Царівка
- Шатківка
- Ями